# Стеценко Кирило Вадимович
Кирило Вадимович Стеценко (нар. 11 квітня 1953, Львів) — український скрипаль, композитор, культуролог, музичний і телевізійний продюсер, педагог і громадський діяч. Заслужений артист України, народний артист України (2020), лавреат всеукраїнських та всесоюзних конкурсів скрипалів, доцент, завідувач кафедри шоу-бізнесу Київського національного університету культури і мистецтв. Позаштатний радник Міністра культури України.

## Життєпис
Син композитора і скрипаля Вадима Стеценка. Онук композитора Кирила Григоровича Стеценка.
Учасник першого складу рок-гурту «Еней».
Був лавреатом всесоюзного конкурсу, працював у Рівненській філармонії, а з другої половини 1980-х — коментатор телебачення. На початку 1990-х Кирило Стеценко опікувався дубненською хард-роковою командою «Еней» — двократним дипломантом «Червоної рути» та засновником власного рок-фестивалю «Тарас Бульба». Має яскравий і виразний звук скрипки, інструментом володіє без технічних обмежень. Характерною особливістю скрипаля являється поміркованість, вдумливість, емоційність та експресивність виконання.
Автор монографії «Стратегія культури України. Філософія і менеджмент самоздійснення нації».
У 2013 р. обраний головою Київського міського об'єднання Всеукраїнського товариства «Просвіта імені Т. Шевченка».